# 萬那杜國旗
瓦努阿图國旗啟用於1980年2月13日。国旗的设计者为马隆•卡隆塔斯（Malon Kalontas）。
旗幟中的紅、黃、綠、黑四色源自瓦努阿库党（领导瓦努阿图实现獨立的執政黨）的黨旗的顏色：綠色代表富饒的土地，紅色代表人和豬的血，黑色代表黑皮肤的瓦努阿图民众，黃色的Y字形代表了福音的光照耀著国土呈Y字形排列的瓦努阿圖 （該國人民有90%是基督教信徒）。

瓦努阿圖總統旗

黑色三角形內有豬獠牙的圖案，象徵財富。內有代表和平的蕨葉，39片蕨葉代表了1980年支持瓦努阿图主权独立的39名该国議會議員。

## 新赫布里底群岛的历史旗帜

英法海军联合委员会旗（1887年至1906年）
英属新赫布里底群岛的旗帜（1906年-53年)
英属新赫布里底群岛高级专员旗帜（1906年至1953年，都铎皇冠）
英属新赫布里底群岛的旗帜（1953年至1980年，用圣爱德华王冠)
英国驻地专员的旗帜（1953年-1980年，圣爱德华皇冠）
法国新赫布里底群岛的旗帜（1906年至1940年，1944年至1980年）
法属新赫布里底群岛法语行政旗帜（1940年-1944年）
在1963年南太平洋运动会上使用的旗帜
在1966年南太平洋运动会上使用的旗帜
在1969年南太平洋运动会上使用的旗帜
独立前夕的瓦努阿图临时旗幟（1980年）
瓦努阿库党领导的人民临时政府制定的代国旗，1977年—1978年

### 國旗变迁時間軸
|            |           |           |           |           |           |      |           |
| 1887－1906 | 1906–1952 | 1952–1980 | 1953–1966 | 1966–1980 | 1963–1980 | 1980 | 1980-至今 |